# The Muffin Men
The Muffin Men is een Britse band uit Liverpool, die voornamelijk de muziek speelt van Frank Zappa en zijn band The Mothers of Invention. 

## Bezetting
Huidige bezetting
- Roddie Gilliard
- Ian Jump
- Phil Hearn
- Paul Ryan
- Denny Walley

Oorspronkelijke bezetting
- Ian (Bammo) Bamford (leadgitaar, zang)
- Paul (Rhino) Ryan (drums, zang)
- Mike Kidson (saxofoon, zang)
- Andy (Waco) Jacobson (keyboards, zang)
- Roddie Gilliard (gitaar, zang)
- Naraish Nathaniel (basgitaar, zang)
- Ian Jump (leadgitaar, zang)
- Roy Stringer (Apple Macintosh, samples, zang en geluid)

Latere leden
- Steve Belger (drums)
- Andy Frizell (basgitaar, trombone, fluit enz.)
- Stefano Baldasseroni (drums)
- Dave Dominey (basgitaar)
- Martin Smith (trompet)
- Carl Bowry (gitaar)
- Tilo Pirnbaum (drums)
- Mike Smith (keyboards, saxofoon)
- Tony Whittaker (piano)

## Geschiedenis
De band werd geformeerd in 1990, oorspronkelijk om een eenmalig concert te geven om Zappa's vijftigste verjaardag te vieren. De band toerde dertig ononderbroken jaren door het Verenigd Koninkrijk, Europa en Scandinavië, waarbij ze Zappa's muziek speelden als een eerbetoonband, samen met enkele van hun eigen composities. Ze speelden wereldwijd zijn muziek als een tributeband, samen met enkele van hun eigen composities. Tot aan zijn dood in 2008, speelde de band vaak gastvocalen en percussie door Jimmy Carl Black, voormalig drummer en zanger van Zappa's Mothers of Invention, met wie ze ook liedjes van Captain Beefheart uitvoerden. Sinds hun debuut hadden The Muffin Men niet minder dan zeven oorspronkelijke Zappa-bandleden, samen met de oorspronkelijke Mothers Of Invention-drummer/zanger Jimmy Carl Black en hadden ook opgetreden met Don Preston en Bunk Gardner in 1993. In 1994 speelden ze een negen weken durende Europese tournee met gastvocalist Ike Willis en werkte in 2003 opnieuw samen met Willis voor een speciale Zappanale-festivalshow, met ook Napoleon Murphy Brock. (Zappanale is een jaarlijks eerbetoonconcertfestival gewijd aan de composities van Frank Zappa.) Mike Keneally is ook bij de band verschenen, samen met Ray White en Robert Martin. Denny Walley heeft sinds 2010 verschillende keren opgetreden. In plaats van stukken noot voor noot te spelen, speelt de band hun eigen interpretaties van Zappa's materiaal, waarbij ze werkten met de sterke punten van de huidige bezetting, waardoor de muziek vaak een andere inslag krijgt dan de originele versies. 25-jarig jubileum-optredens (2015) bevatten een kernopstelling van de 3 oorspronkelijke leden Rhino, Jumpy en Roddie, met Phil Hearn op toetsen.

## Discografie
- 1992: Let's Move To Cleveland/I'm the Slime (7", 33tpm vinylsingle)
- 1992: The Muffin Men (4-track cd-single)
- 1993: Say Cheese And Thank You
- 1994: Mülm (met Ike Willis)
- 1996: Feel The Food
- 1996: Frankincense
- 1998: MufFinZ
- 1999: God Shave The Queen
- 2001: More Songs From The Campfire
- 2002: Live @ The Cavern
- 2003: Baker's Dozen
- 2003: When Worlds Collide (met Ensemble 10:10)
- 2008: Live In The Kitchen Of Love (met Ike Willis) (beperkte Fan Release)
- 2008: Looks Like Noodles To Me (beperkte Fan Release)

De Muffin Men videografie:
- 1990-1997: Muffin Movies Vol.1
- 1998-2003: Muffin Movies Vol.2
- 2003: Live At Zappanale 14 (met Ike Willis & Napoleon Murphy Brock)
- 2004-2005: Muffin Movies Vol.3